# « Et pourtant elle tourne ! »
Pour les articles homonymes, voir Et pourtant elle tourne.

« Et pourtant elle tourne ! » (« Und sie bewegt sich doch! ») est un photomontage réalisé par John Heartfield en 1943.
Cette composition illustre la jaquette d'un recueil de poésie intitulé « Und sie bewegt sich doch! » Freie deutsche Dichtung publié en 1943 par der Freie Deutsche Kulturbund (l'Union culturelle allemande libre) au Royaume-Uni.
On peut voir la tête d'Adolf Hitler sur un corps de gorille, montrant ainsi son côté primitif. Il porte un casque (allusion à la guerre) et des cornes qui font référence au diable, un brassard avec une croix gammée sur le bras droit. Il est accroupi sur le globe terrestre, sa taille est démesurée par rapport à la Terre pour suggérer la domination allemande. Il tient une épée ensanglantée, symbolisant l’atrocité de ses crimes. Par cette œuvre John Heartfield veut montrer le véritable visage de Hitler à cette période (1943).
L'anthologie contient des contributions d'écrivains en exil, comme Johannes R. Becher, Bertolt Brecht ou Max Herrmann-Neisse. Le titre du recueil est une citation de l'affirmation de Galilée et traduit la conviction pour ces exilés que le régime barbare et rétrograde d'Hitler sera vaincu et que viendra le temps d'une « poésie allemande libre ».